# Kazys Grinius
Kazys Grinius ([kɐˈzʲiːs ˈɡʲrʲɪnʲʊs]), litovski politik; * 17. december 1866, Selema, Ruski imperij, † 4. junij 1950, Chicago, Združene države Amerike.
Bil je tretji predsednik Litve, funkcijo je opravljal med 7. junijem 1926 in 17. decembrom 1926.

## Zgodnje življenje
Grinius se je rodil v kraju Selema blizu Marijampolėja v provinci Augustów na jugu Litve, ki je bila takrat del Ruskega imperija.
Na Imperialni univerzi v Moskvi je študiral medicino in postal zdravnik. Že kot mlad se je vključil v litovske politične dejavnosti, zaradi česar je bil preganjan s strani carske oblasti. Leta 1896 je bil eden od ustanoviteljev litovske Demokratske stranke (LDP) in stranke Litovske ljudske kmečke zveze (LVLS).
Istega leta se je poročil z Joano Pavalkytė. Nekaj časa sta živela v Virbalisu. Leta 1899 se jima je rodil sin Kazys, leta 1902 pa hči Gražina. Med prvo svetovno vojno so živeli v Kislovodsku. Leta 1918 sta bili med napadom Rdeče armade ubiti njegova žena in hči. Pokopali so ju na pokopališču v Kislovodsku.

## Kariera
Ko je Litva leta 1918 postala neodvisna, je Grinius postal član ustavodajne skupščine kot član stranke Litvanske ljudske kmečke zveze. Bil je predsednik vlade med letoma 1920 in 1922 ter podpisal pogodbo s Sovjetsko zvezo .
Tretji sklic litvanskega parlamenta ga je izvolil za predsednika, a služboval je le šest mesecev, saj je bil v državnem udaru odstavljen. Udar je vodil Antanas Smetona, pod pretvezo, da obstaja neizbežen komunistični načrt za prevzem Litve.
Ko je nacistična Nemčija leta 1941 napadla Litvo, Grinius ni hotel sodelovati z Nemci zaradi nasprotovanja okupaciji Litve. Ko je sovjetska vojska leta 1944 ponovno zasedla Litvo, je pobegnil na Zahod, leta 1947 pa emigriral v ZDA.
Umrl je leta 1950 v Chicagu v Illinoisu. Po tem, ko je Litva leta 1990 postala neodvisna država, so bili njegovi posmrtni ostanki prepeljani v domovino.